# Nicolás Olivera (Fußballspieler, 1978)
Nicolás Olivera, vollständiger Name Andrés Nicolás Olivera, (* 30. Mai 1978 in Montevideo) ist ein ehemaliger uruguayischer Fußballspieler.

## Karriere

### Verein
Der 1,66 Meter große Olivera gehörte 1996 bis 1997 dem Kader Defensor Sportings in der Primera División an. In diesem Zeitraum soll er 46 Erstligaspiele absolviert und 16 Tore geschossen haben. 1997 gewann sein Verein das Torneo Clausura. Sodann wechselte er nach Europa. Dort schloss er sich zunächst dem FC Valencia an, für den er in der Spielzeit 1997/98 allerdings nur zu zwei Einsätzen kam. Von 1998 bis 2002 stand er dann in Reihen des FC Sevilla, mit dem er 1999 und 2001 jeweils aus der Segunda División aufstieg. Insgesamt absolvierte er für Sevilla 60 Zweitligaspiele (16 Tore) und 54 Erstligapartien (zehn Tore). Es folgten in den Saisons 2002/03 und 2003/04 zwei weitere Stationen in Spanien bei Real Valladolid und FC Córdoba. Bei Valladolid weist die Statistik für ihn 20 Spiele und vier Tore aus. Von seinem Debüt am 31. August 2003 gegen Numancia bestritt er einschließlich seines letzten Einsatzes am 19. Juni 2004 insgesamt 38 Zweitligaspiele (acht Tore) und zwei Begegnungen (kein Tor) der Copa del Rey für Córdoba. Der zwischenzeitlichen Rückkehr zu Defensor mit vier Einsätzen im Torneo Clasificatorio 2004 schloss sich ein Engagement beim spanischen Erstligisten Albacete Balompié in der Spielzeit 2004/05 an. Die Saison 2005/06 bestritt er erneut im Kader Defensors. Dabei lief er in 23 Begegnungen (zehn Tore) der Primera División und zwei Partien der Copa Libertadores auf. Seit der Apertura 2006 spielte er sodann in Mexiko für die Vereine Necaxa (2006), Atlas Guadalajara (2007), Puebla (2008), Veracruz (2008 bis 2009) und erneut Puebla (2009 bis 2010). Mitte Dezember 2010 wurde vermeldet, dass der Club América für die ab Januar beginnende Saison 2011 verpflichtet hatte. Dort kam er zu elf Ligaeinsätzen (ein Tor) und lief in sieben Begegnungen (kein Tor) der Copa Libertadores auf. In der Spielzeit 2011/12 zog er abermals das Trikots Defensors über. Seine Bilanz weist sechs Apertura- und 15 Clausura-Einsätze mit insgesamt elf geschossenen Toren aus. Andere Quellen führen lediglich 20 Ligaeinsätze in dieser Gesamtsaison. Zweimal traf er zudem in sechs Partien der Copa Libertadores. Erneut führte sein Weg 2012 ins Ausland. Für Correcaminos traf er bei 14 Zweitligaeinsätzen dreimal ins gegnerische Tor. In der Clausura 2013 lief er nach Rückkehr in die uruguayische Landeshauptstadt sodann achtmal für Defensor auf (drei Tore). Auch ein Spiel der Copa Libertadores steht für ihn zu Buche. In der Spielzeit 2013/14 kam er bei den Montevideanern 24-mal in der Liga zum Einsatz und traf zehnmal. Darüber hinaus lief er in neun Begegnungen der Copa Libertadores 2014 auf und schoss fünf Tore. Mit Defensor schied er dort erst im Halbfinale gegen den Club Nacional aus. In der Saison 2014/15 wurde er 17-mal in der Primera División eingesetzt und erzielte drei Treffer. Während der Spielzeit 2015/16 stehen 22 Erstligaeinsätze (drei Tore) und vier absolvierte Partien (ein Tor) der Copa Sudamericana 2015 für ihn zu Buche. In der Saison 2016 kam er in 13 Erstligaspielen (zwei Tore) zum Einsatz. Anschließend beendete er seine aktive Karriere.

### Nationalmannschaft
Olivera gehörte dem uruguayischen Aufgebot bei der U-20-Südamerikameisterschaft 1997 in Chile an. Mit diesem Team belegte er dort den vierten Rang. Im Verlaufe des Turniers wurde er von Trainer Víctor Púa siebenmal (ein Tor) eingesetzt. Auch wurde er im selben Jahr Junioren-Vize-Weltmeister. Er selbst wurde mit dem Goldenen Ball für den besten Spieler der WM ausgezeichnet. In der uruguayischen U-23-Auswahl kam er beim "Torneo Preolímpico" in Brasilien im Jahr 2000 in sieben Länderspielen (zwei Tore) zum Einsatz. Olivera war auch Mitglied der A-Nationalmannschaft Uruguays, für die er zwischen dem 13. Dezember 1997 und dem 2. Juni 2006 28 Länderspiele absolvierte. Dabei weist sein Torekonto acht Länderspieltreffer auf. Sein Debüt feierte er beim FIFA-Konföderationen-Pokal 1997, als er in der Gruppenphase im 2:0-Sieg gegen die Vereinigten Arabischen Emirate zu einem Startelfeinsatz kam und das Führungstor erzielte. Im Turnier belegte Uruguay Rang vier. Olivera nahm zudem mit Uruguay an der Weltmeisterschaft 2002 teil. Der Nationaltrainer griff allerdings in diesem Wettbewerb nicht auf Oliveras Dienste zurück.

## Erfolge
- Junioren-Vizeweltmeister 1997
- Goldener Ball Junioren-WM 1997